# Giovanni Renica
Giovanni Renica (Montirone, 31 marzo 1808 – Brescia, 27 agosto 1884) è stato un pittore italiano attivo nel Romanticismo.

## Biografia
Nato a Montirone da Giacomo e Rosa Negroni, originari di Bagnolo Mella, frequenta il Liceo Ginnasio di Brescia dove è allievo dell'architetto Rodolfo Vantini che nel 1828 lo introduce a Giovanni Migliara, noto artista e professore di pittura all'Accademia di Belle Arti di Brera, dove è compagno di studi di Angelo Inganni.
Dopo gli esordi alle mostre annuali organizzate dall'Ateneo di Brescia, del quale nel 1835 viene nominato socio d'onore, nel 1839 intraprende con il conte Renato Borromeo, suo estimatore, un viaggio che tocca Grecia, Libia, Egitto, Palestina, Israele, Giordania, Libano e Turchia, paesi che Renica riproduce in schizzi che invia a Brescia.
I Primavera dei popoli lo costringono a riparare in Svizzera, dove viene a contatto con gli artisti locali François Diday e Alexandre Calame.
Nel 1853 viene eletto consigliere ordinario dell'Accademia di Brera; in questo periodo, si dedica all'insegnamento nell'Istituto femminile di Lodi e presso famiglie private.
Nel 1879 si stabilisce definitivamente a Brescia, dove viene eletto Presidente della Pinacoteca Tosio Martinengo; ormai cieco, elargisce all'Ateneo di Brescia disegni, quadri, pennelli e colori, collezione successivamente arricchita dalla vedova Serafina Meda con una donazione di più di centocinquanta dipinti e studi dal vero. 
Muore il 27 agosto 1884: è sepolto nel famedio del Cimitero monumentale di Brescia.
Tra i suoi allievi, Gaetano Fasanotti e Antonio Tagliaferri.

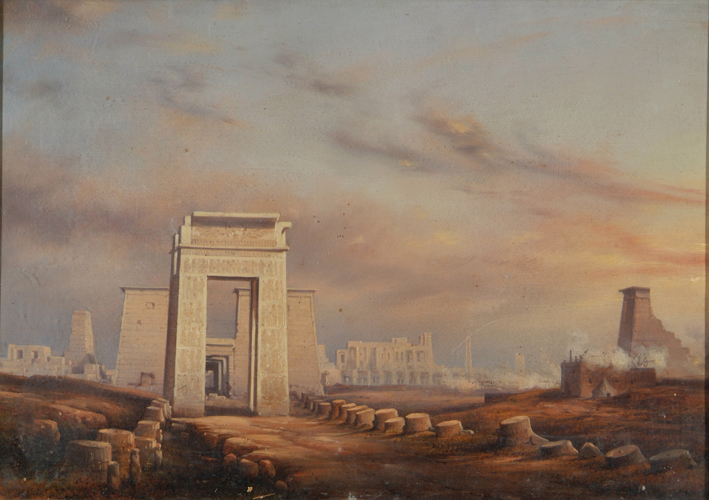
Tempio di Ramses III a Medinet Habu

## Stile
Uno dei più noti artisti bresciani del XIX secolo e uno dei primi artisti a viaggiare in Medio Oriente, viene principalmente identificato come paesaggista, con una vasta produzione destinata alla ricca committenza.
Dopo gli esordi legati agli schemi del vedutismo romantico, ereditati dal maestro Giovanni Migliara, sviluppa il proprio stile sulla base di una sensibile e minuziosa osservazione e riproduzione dei soggetti dal vero, sulla base di tre fasi evolutive; la prima è focalizzata sulla ripresa architettonica di monumenti e città, la seconda di puro paesaggismo verista e nell'ultimo periodo, successivo ai viaggi in Medio Oriente, allineato all'Impressionismo francese o ispirato ai grandi esponenti del Romanticismo europeo, come John Constable.

## Opere principali
- Strada di campagna con fiume (1839), olio su tela, Pinacoteca Ambrosiana, Milano[9];
- Tramonto sul Nilo (1841), olio su tela, collezione privata;
- Padre Cristoforo (1872), olio su tela, Fondazione Cosway Lodi[10];
- Tramonto (non datata), olio su metallo, ASST di Monza[11];
- Spiaggia rocciosa (non datata), olio su metallo, ASST di Monza[12];
- Rovine e case sul mare (non datata), olio su tela, Pinacoteca Ambrosiana, Milano[13];
- Città di Costantinopoli (non datata), olio su tela, Pinacoteca Ambrosiana, Milano[14];
- Paesaggio lacustre (non datata), olio su tela, Fondazione Cosway Lodi;
- Veduta di Viggiù (non datata), olio su tela, collezione privata;
- Campagna Romana con rudere antico (non datata), olio su tela, Pinacoteca di Alessandria;
- Paesaggio con figura di portatrice di gerla (non datata), olio su tela, Museo di Santa Giulia, Brescia[15].